# Ciprus a Junior Eurovíziós Dalfesztiválokon
Ciprus tíz alkalommal vett részt a Junior Eurovíziós Dalfesztiválon.
A ciprusi műsorsugárzó a Ciprusi Műsorszolgáltató Társaság, amely 1968 óta tagja az Európai Műsorsugárzók Uniójának, és 2003-ban csatlakozott a versenyhez.

## Története

### Évről évre
Ciprus egyike annak a tizenhat országnak, melyek részt vettek a legelső, 2003-as Junior Eurovíziós Dalfesztiválon. Első részvételükön a tizennegyedikek lettek (később 2007-ben is ezt a helyet érték el). A következő évben a nyolcadik helyet szerezték meg, ami eddig az ország legjobb eredménye, és két évvel később is ugyanezen a helyen végeztek. 2005-ben — annak ellenére, hogy kiválasztották indulójukat — vissza kellett lépniük, mivel dalukkal kapcsolatban plágiumgyanú merült fel. Ennek ellenére engedélyt kaptak a szavazásra, így ez volt az egyetlen alkalom, hogy egy nem részt vevő ország is szavazott. 2008-ban a tizedik helyen végeztek, míg a következő évben a tizenegyedik helyet foglalhatták el.
2010-ben visszaléptek a versenytől. 2013-ban nagy esély volt a visszatérésükre, de végül nem vettek részt. 2014. július 3-án jelentette be a ciprusi műsorsugárzó, hogy az ország négy kihagyott év után végül visszatér a versenyre. Ekkor a kilencedik helyet érték el. Az ország pénzügyi problémákra hivatkozva nem küldött versenyzőt 2015-ben, azonban a 2016-os versenyen már ismét jelen voltak, ekkor kilencedik helyen zárták a gyermek versenyt. A következő évben érték el a legrosszabb eredményüket, hiszen utolsó helyezettek lettek. 2018-ban ismét visszaléptek a versenytől.
Hat év kihagyás után, 2024-ben ismét küldtek versenyzőt. Ekkor a szigetország tizenharmadik helyen végzett.

### Nyelvhasználat
Ciprus tíz versenydalából hat görög nyelvű, négy pedig görög és angol kevert nyelvű volt.

## Résztvevők
| Év   | Előadó                                 | Dal                           | Magyar fordítás          | Helyezés | Pontszám |
| ---- | -------------------------------------- | ----------------------------- | ------------------------ | -------- | -------- |
| 2003 | Theodora Rafti                         | Mia efhi                      | Egy kívánság             | 14.      | 16       |
| 2004 | Marios Tofi                            | Oneira                        | Álmok                    | 8.       | 61       |
|      |                                        |                               |                          |          |          |
| 2006 | Luis Panagiotou és Christina Christofi | Agoria koritsia               | Fiúk és lányok           | 8.       | 58       |
| 2007 | Yiorgos Ioannides                      | I mousiki dinei ftera         | A zene szárnyakat ad     | 14.      | 29       |
| 2008 | Elena Mannour és Charis Savva          | Gioupi gia!                   | Hurrá!                   | 10.      | 46       |
| 2009 | Rafaella Costa                         | Thalassa, ilios, aeras, fotia | Tenger, nap, levegő, tűz | 11.      | 32       |
|      |                                        |                               |                          |          |          |
| 2014 | Sophia Patsalides                      | I pio omorfi mera             | A legszebb nap           | 9.       | 69       |
|      |                                        |                               |                          |          |          |
| 2016 | George Michaelides                     | Dance Floor                   | Táncparkett              | 16.      | 27       |
| 2017 | Nicole Nicolaou                        | I Wanna Be a Star             | Sztár akarok lenni       | 16.      | 45       |
|      |                                        |                               |                          |          |          |
| 2024 | Maria Pissarides                       | Crystal Waters                | Kristály vizek           | 13.      | 60       |
| 2025 |                                        |                               |                          |          |          |

### Visszaléptetett indulók
| Év   | Előadó         | Dal    | Magyar fordítás |
| ---- | -------------- | ------ | --------------- |
| 2005 | Rena Kiriakidi | Tsirko | Cirkusz         |

## Szavazástörténet

### 2003–2024
| Hely | Ország           | Pont |
| ---- | ---------------- | ---- |
| 1.   | Grúzia           | 59   |
| 2.   | Örményország     | 51   |
| 3.   | Oroszország      | 51   |
| 4.   | Görögország      | 45   |
| 5.   | Málta            | 37   |
| 6.   | Románia          | 37   |
| 7.   | Ukrajna          | 36   |
| 8.   | Spanyolország    | 35   |
| 9.   | Hollandia        | 32   |
| 10.  | Fehéroroszország | 31   |

| Hely | Ország           | Pont |
| ---- | ---------------- | ---- |
| 1.   | Görögország      | 60   |
| 2.   | Svédország       | 16   |
| 3.   | Hollandia        | 16   |
| 4.   | Fehéroroszország | 16   |
| 5.   | Örményország     | 15   |
| 6.   | Málta            | 13   |
| 7.   | Románia          | 13   |
| 8.   | Bulgária         | 12   |
| 8.   | Szerbia          | 12   |
| 10.  | Oroszország      | 12   |

Ciprus még sosem adott pontot a következő országoknak: Észtország, Izrael, Lettország, Montenegró, Németország, Norvégia, San Marino, Szlovénia és Svájc
Ciprus még sosem kapott pontot a következő országoktól: Albánia, Ausztrália, Észtország, Franciaország és Izrael

## Rendezések
| Év   | Város    | Helyszín                         | Műsorvezető(k)                   | Résztvevők |
| ---- | -------- | -------------------------------- | -------------------------------- | ---------- |
| 2008 | Limassol | Spyros Kyprianou Athletic Centre | Alex Michael és Sophia Paraskeva | 15         |

## Háttér
| Év        | Rendező     | Kommentátor                                      | Pontbejelentő                                    |
| --------- | ----------- | ------------------------------------------------ | ------------------------------------------------ |
| 2003      | Koppenhága  | Katerina Karagianni                              | Tina Nikolaou                                    |
| 2004      | Lillehammer | Neoklis Papas                                    | Stella Maria Koukides                            |
| 2005      | Hasselt     | Aggelos Stamatos                                 | Stella Maria Koukides                            |
| 2006      | Bukarest    | Kyriakos Pastides                                | George Ioannidies                                |
| 2007      | Rotterdam   | Kyriakos Pastides                                | Natalie Michael                                  |
| 2008      | Limassol    | Kyriakos Pastides                                | Christina Christofi                              |
| 2009      | Kijev       | Kyriakos Pastides                                | George Ioannidies                                |
| 2010–2013 | 2010–2013   | Nem vettek részt és nem közvetítették a versenyt | Nem vettek részt és nem közvetítették a versenyt |
| 2014      | Marsa       | Kyriakos Pastides                                | Paris Nicolaou                                   |
| 2015      | Szófia      | Nem vettek részt és nem közvetítették a versenyt | Nem vettek részt és nem közvetítették a versenyt |
| 2016      | Valletta    | Kyriakos Pastides                                | Loucas Demetriou                                 |
| 2017      | Tbiliszi    | Kyriakos Pastides                                | Maria Christophorou                              |
| 2018–2023 | 2018–2023   | Nem vettek részt és nem közvetítették a versenyt | Nem vettek részt és nem közvetítették a versenyt |
| 2024      | Madrid      | Kyriakos Pastides                                | Patroklos Patroklou                              |
| 2025      | Tbiliszi    |                                                  |                                                  |

## Galéria

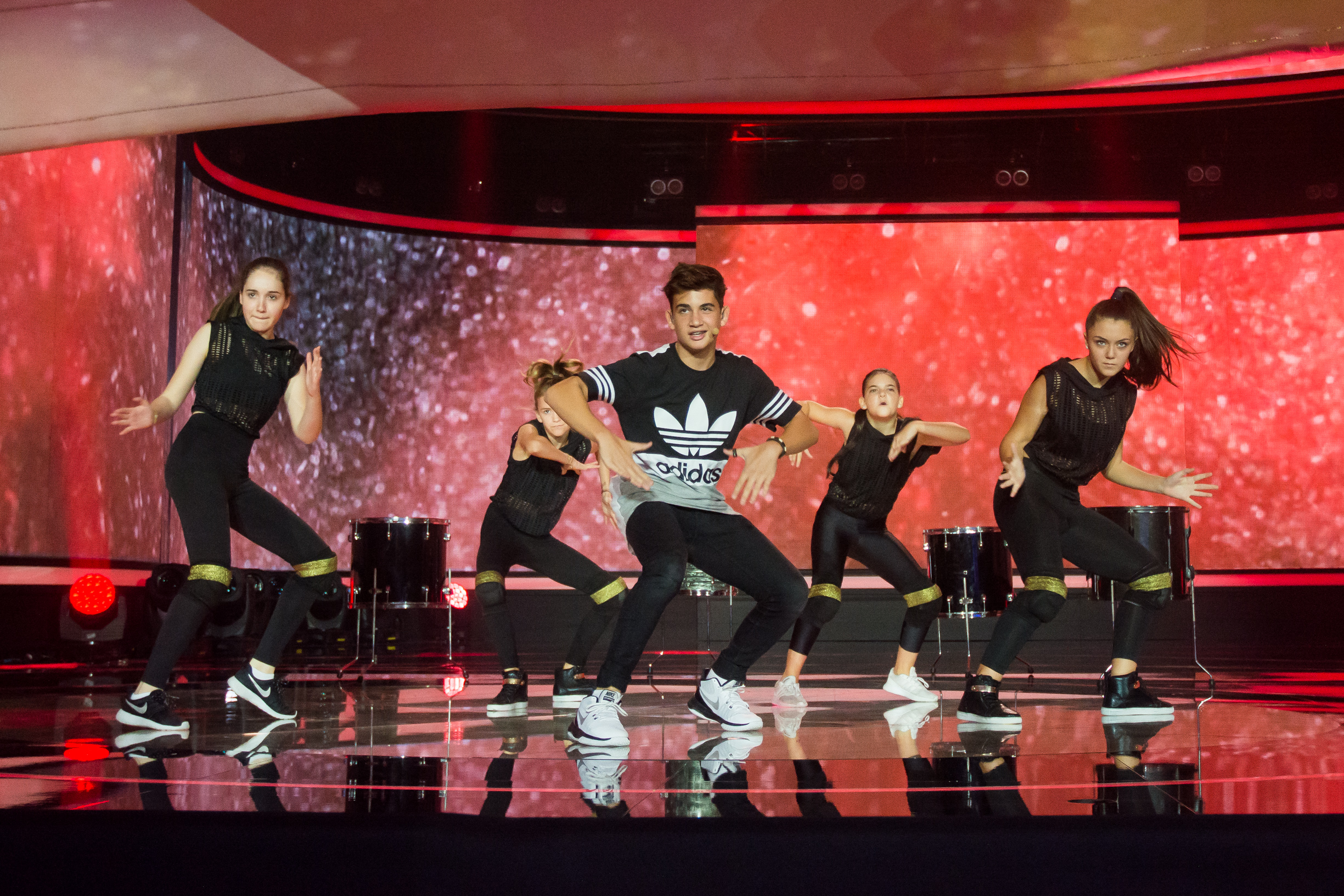
George Michaelides Vallettán (2016)

## Lásd még
- Ciprus az Eurovíziós Dalfesztiválokon
- 2008-as Junior Eurovíziós Dalfesztivál